# Demon Sword
Demon Sword  (Japan: 不動明王伝 Fudō Myōō Den?, "The Legend of Acala")  is een videospel voor het platform Nintendo Entertainment System. Het spel werd ontwikkeld door TOSE en in 1989 uitgebracht door Taito Corporation. Het spel baarde opzien doordat het, het eerste spel ter grootte van 3 megabit was. De ondertitel van het spel is Release the Power (bevrijd de kracht). De speler speelt de hoofdpersoon genaamd Victar. Het doel van het spel is de Dark Fiend te verslaan met een zwaard. Voordat het zwaard gebruikt kan worden moet de speler eerst de gedeeltes hiervan in verschillende werelden vinden en bij elkaar brengen. Hiernaast kunnen er in de levels sleutels gevonden worden om magische deuren mee te openen, levenskracht aan te vullen of andere wapens verkregen kunnen worden. De speler kan over vijanden springen en midden in de lucht van richting veranderen.

## Ontvangst
Het spel werd matig tot slecht ontvangen:
| Beoordeeld door                 | Jaar | Score |
| ------------------------------- | ---- | ----- |
| Electronic Gaming Monthly (EGM) | 1989 | 60%   |
| Power Play                      | 1990 | 39%   |
| The Video Game Critic           | 2004 | 0%    |

## Verschillen tussen de Japanse en de Noord-Amerikaanse versie
- In de Noord-Amerikaanse versie kan de speler zijn levenskracht meerdere malen regenereren terwijl de speler in de Japanse versie slechts een leven krijgt.
- Het spel bestaat uit drie werelden van twee stages en een eindstages waarmee het spel in totaal zeven stages telt. Bij de Japanse versie telt elke wereld vier stages waarmee het in totaal dertien stages telt.
- De Japanse versie bevat meer voorwerpen.
- De Japanse versie heeft een uitgebreider einde.